# Zidul Uriașilor
Zidul Uriașilor este un strat de roci dure care includ scoici ale unei plaje de acum 11 milioane de ani a mării preistorice Paratethys, sub forma unui zid  aflat spre izvoarele râului Câlnău, în comuna Valea Salciei din  județul Buzău.

## Caracteristici
Zidul Uriasilor are un aproximativ un metru lățime, înălțimea generală fiind cam de 6-7 m, dar cu maxime prin unele porțiuni de 20 de metri. Este în aparență un martor de eroziune diferențială, un rest calcaros dintr-o masă mai mare disparută. Astfel de formațiuni se întâlnesc în linie dreaptă pe o lungime de cel puțin 10 kilometri, și traversează versanții pe direcția fostei granițe dintre județele Buzău și Vrancea . 
Dealtfel, aceste “ziduri ale uriașilor” se mai întalnesc și în zona Jitiei, pe valea Râmnicului:
- Pietrele Mâței -  pereți verticali ce însoțesc malul stâng al Râmnicului la Jitia de Sus, nu departe de confluența Râmnicului cu Sărățelul. Eroziunea diferențială a desfăcut versantul într-o succesiune de ziduri ciclopice paralele ruiniforme, supuse proceselor de alterare și spălare.
- Zidurile de pe Valea Râmnicului de la Dealul Roșu - se prelungesc de o parte și de alta a Râmnicului pe kilometri întregi, ascunse din loc în loc sub solul afânat al pădurii sau, ridicându-se întocmai ca zidul de apărare al unei cetăți medievale[3].

Formațiuni similare sunt în Vrancea pe Valea Milcovului la Reghiu - Scruntaru, în amonte de unghiul drept pe care râul îl face între Reghiu și Andreiașu de Jos.

## Acces
Din Râmnicu Sărat spre Buda pe DJ203H apoi pe DJ220 până la Valea Salciei și ulterior pe un drum comunal.
Din Buzău se trece podul de la Mărăcineni și se angajează la stânga DJ203K până în apropiere de Vintilă Vodă, după care se merge la dreapta pe DJ204C spre Bisoca și ulterior din nou la dreapta spre Sările pe DC161.

## Controverse
În această zonă rocile caracteristice sunt gresiile și marnele. In plus se află într-o pădure seculară, deci într-o zonă în care eroziunea de orice fel este puțin favorizată. 
Aspectul rocii dă impresia unei construcții făcute de mâna omului, asemeni piramidelor. 

## Zidul Uriașilor în folclorul local
Unele legende spun că acest zid a fost construit de fiul cel mic al lui Babei Vrâncioaia, pe pămînturile primite de la Ștefan cel Mare.
Legende și mai vechi de domeniul fantasticului, spun că zidul ar fi fost construit de uriași, ființe mitice care viețuiau în aceste zone cu milenii in urmă. În “Analele Râmnicului” din anul 1923, George Tătulescu descrie una dintre legendele așanumitelor ziduri ale uriașilor din zonă:
Niște stânci ieșite din munte, drepte ca niște ziduri, de o regularitate perfectă, îți atrag atenția. Construcțiunea lor a stârnit curiozitatea poporului, dar totodată și imaginația lui. … Cică odinioară – așa începe legenda – în vremuri neștiute, pe pământ nu erau oameni ca cei de astăzi, ci uriași, care aveau alt chip și putere nemăsurată. Și ajungând ei din ce în ce mai puternici, au vrut să-l înfrunte pe Dumnezeu. S-au strâns toți din partea locului și-au pus rămășag că, până or cânta cocoșii de ziuă, ei au să mute albia Râmnicului pe Slănic. Și numai ce au început a căra la stânci și la pământ, bărbați, femei și copii, și-au pornit apele să se umfle și mai gata să treacă peste munte. Dar tocmai când mai aveau puțin, a răsunat cântecul cocoșului și cică odată s-au rupt zăgazurile și i-au înecat pe toți… Iar de atunci le-a rămas numele acestor stânci „Zidurile Uriașilor”. Te uiți la ele și o sumă de gânduri îți năpădesc mintea: tu care ai umblat pe la școli, ai învățat că aceste transformări ale coajei pământului sunt datorate altor cauze – și acestea sunt cele adevărate – dar câtă poezie, câtă fantezie în aceste explicări primitive ale poporului!. Iată ceea ce sufletul modern, civilizat, nu poate să exprime…